# Наримски хребет
Наримският хребет (на казахски: Нарын жотасы; на руски: Нарымский хребет) е планински хребет в южната част на планината Алтай, разположен в източните райони на Източноказахстанска област, Казахстан. Простира се от запад (Бухтарминското водохранилище на река Иртиш) на изток на протежение от 120 km, където се свързва с хребета Саримсакти. На север стръмно се спуска към долината на река Нарим (десен приток на Иртиш), а на юг плавно се понижава към долината на река Курчум (десен приток на Иртиш). Максимална височина 2533 m, 49°04′12″ с. ш. 85°00′41″ и. д. / 49.07° с. ш. 85.011389° и. д., разположена в крайната му източна част. Изграден е от палеозойски пясъчници, конгломерати, шисти и туфи, пронизани от интрузивни гранити. На север текат къси и бурни десни притоци на Иртиш и леви притоци на Нарим, а на юг – малко по-дълги десни притоци на Курчум – Маралиха, Киинсу, Жинишке и др. Северните му стръмни склонове до 1300 m н.в. са заети от брезови гори, нагоре следват лиственични гори, а по долините на реките има малки и редки смърчово-борово-кедрови гори. Южните му склонове са покрити с типчаково-коилови степи, храсти и пасища. Районите над 1800 m н.в. са заети от субалпийски редки гори и алпийски пасища. 

## Топографска карта
- Лист от карта M-45-XXV Большенарымское. Мащаб: 1 : 200 000. Указать дату выпуска/состояния местности.